# USS George W. Bush
El USS George W. Bush (CVN-83) será el sexto portaviones de propulsión nuclear de la clase Gerald R. Ford que será entregado a la Armada de los Estados Unidos. Llevará el nombre del 43º presidente de los Estados Unidos, George W. Bush.